# 테제베 이누이
테제베 이누이(TGV inOui)는 2017년 5월 27일부터 특정 고속철도 서비스에 대해 SNCF에서 운영하는 프리미엄 테제베 열차 서비스의 브랜드 이름이다. SNCF는 프랑스의 고속철도 인프라 경쟁에 대한 미래 개방을 준비하기 위해 ‘클래식’ 테제베 서비스를 프리미엄 이누이(inOui) 및 저가의 위고(Ouigo) 브랜드로 교체하는 과정에 있다. ‘inOui’라는 이름은 ‘특별한’(또는 문자 그대로 ‘전례없는’)을 의미하는 프랑스어 단어 inoui와 비슷하기 때문에 채택되었다.

## 역사
2017년에는 파리 - 보르도 - 툴루즈 노선에서 TGV inOui 열차가 테스트되었다.
브랜드는 2018년 9월에 공식적으로 발표되었다. 이 브랜드의 목표는 기존 TGV 서비스를 편의성, 서비스 및 연결성 향상(plus de confort, de services et de connectivité)으로 대체하는 것이다. 2018년 12월 파리에서 릴, 마르세유, 니스 사이를 운행하는 열차가 2020년부터 나머지 네트워크에서 운행된다.